# Thanos
Thanos egy kitalált szereplő, szupergonosz a Marvel Comics-képregényekben és azok filmes változataiban. A Marvel-univerzum egyik legerősebb szupergonosza, egy több ezer éves titán a Titan bolygóról, akinek célja a hat Végtelen Kő összegyűjtése, amelyek segítségével elpusztíthatja az univerzum élőlényeinek felét, ezáltal egyensúlyba hozva azt. Beceneve "az őrült titán".
A karaktert Mike Friedrich és Jim Starlin alkotta meg, legelőször 1973-ban tűnik fel az Iron Man #55 képregényben, onnantól pedig visszatérő főellenség. A Marvel-moziuniverzum filmjei közül a 2018-as Bosszúállók: Végtelen háborúban és annak folytatásában, a 2019-es Bosszúállók: Végjátékban kap kiemelt szerepet. A filmekben Josh Brolin alakítja, motion capture technológia segítségével.

## Magyarul olvasható
- Thanos győz; szöveg Donny Cates, rajz. Geoff Shaw, ford. Lunczer Gábor; Fumax, Bp., 2019
- Stuart Moore: Thanos. Halálos ítélet; ford. Oszlánszky Zsolt; Szukits, Szeged, 2020 (Nagy Marvel regénysorozat)
- Végtelen hadjárat. Thanos és Warlock; szöveg Jim Starlin, rajz. Ron Lim, ford. Benes Attila; Kingpin, Bp., 2020
- Kozmikus szellemlovas. A bébi Thanosnak meg kell halnia; szöveg Donny Cates, rajz. Dylan Burnett, Brian Level, ford. Lunczer Gábor; Fumax, Bp., 2020